# Stanisław Feliks Służewski
Stanisław Feliks (Felicjan) Służewski herbu Łodzia (zm. przed 5 marca 1672 roku) – starosta horodelski od 1662 roku.
Podpisał pacta conventa Michała Korybuta Wiśniowieckiego w 1669 roku.